# Hangács
Hangács is een plaats (község) en gemeente in het Hongaarse comitaat Borsod-Abaúj-Zemplén. Hangács telt 679 inwoners (2001).